# BBM (Band)
Die Rockband BBM war eine kurzlebige britische Supergroup.

## Geschichte
Die Buchstaben stehen für die Nachnamen der drei Bandmitglieder Jack Bruce, Ginger Baker und Gary Moore. Die Band lieferte Bluesrock im Stil der Gruppe Cream, lediglich Eric Clapton war durch Gary Moore ersetzt worden. Gleichwohl war die Band nur durch Zufall entstanden. Ursprünglich wollte Gary Moore zusammen mit Jack Bruce und dem Schlagzeuger Gary Husband von Level 42 ein Solo-Album einspielen. Nachdem man die beiden Titel "Blues for Narada" und "With Love (Remember)" (beide Songs wurden 1994 auf dem Moore-Soloalbum Ballads & Blues veröffentlicht) aufgenommen hatte, hatte Husband keine Zeit mehr für eine weitere Zusammenarbeit. Jack Bruce kontaktierte daraufhin seinen alten Bandkollegen Ginger Baker, da Baker, Bruce und Moore bereits kurz zuvor auf einem Jack Bruce-Jubiläumskonzert zusammen gespielt hatten. Nachdem nun 2/3 von Cream wieder zusammen waren, wurde das Solo- in ein Bandprojekt umgewandelt.
Das Studioalbum der Band erschien 1994 unter dem Namen Around the Next Dream und erreichte Platz 9 der UK-Albumcharts. Es gab auch einige Live-Konzerte, unter anderem auf dem Schüttorf Open Air. Der Song "One Day" kam nicht mit auf das Album, da die Band meinte, dass dort bereits genug Balladen vorhanden waren. Stattdessen veröffentlichte Moore den BBM-Song im selben Jahr unter eigenem Namen als Single und auf dem Soloalbum Ballads & Blues.
1998 kam es dann doch noch zu einer Zusammenarbeit von Bruce, Husband und Moore. Zusammen spielten sie das Jack Bruce-Video The Cream of Cream ein, das sechs Neuaufnahmen alter Cream-Klassiker enthält. Außerdem wirkten die drei wiederum als Trio im selben Jahr beim Gary-Husband-Video Interplay and Improvisation on the Drums und 2002 auf dem Album From Clarksdale to Heaven – einem John-Lee-Hooker-Tribute – mit und gaben in England mehrere Konzerte.
Jack Bruce sagte im Jahr 2001 in einem Interview, dass die Band ihre Stärken besonders im Live-Bereich ausspielen konnte und dass er zusammen mit Moore ein zweites Album planen würde.

## Diskografie
Studioalben
- 1994: Around the Next Dream